# Liberale Revolutionaire Beweging
De Liberale Revolutionaire Beweging (Spaans: Movimiento Revolucionario Liberal), was een Colombiaanse politieke partij.

## Geschiedenis
In 1958 sloten de Colombiaanse Liberale Partij (Partido Colombiano Liberal) en de Colombiaanse Conservatieve Partij (Partido Conservador Colombiano) een pact om samen over Colombia te regeren (Nationaal Front). Een aantal linkse radicalen, socialistisch georiënteerden, binnen de PLC voelde niets voor samenwerking met de PCC en waren voorstander van samenwerking met de socialisten en zelfs met de Colombiaanse Communistische Partij (Partido Comunista Colombiano). De partijleiding van de PLC was echter behoudend en keerde zich tegen samenwerking met links. In 1960 scheidden de radicalen zich van de PLC af en vormden de Liberale Revolutionaire Beweging (Movimiento Revolucionario Liberal). De partij, die ondanks haar naam vooral socialistisch was, werd geleid door de toekomstige president Alfonso López Michelsen.
De MRL was voorstander van een landhervorming, grotere economische onafhankelijkheid van de Verenigde Staten en een linkse coalitie. In 1962 behaalde de MRL bij de verkiezingen haar grootste succes: de MRL verkreeg 36% van de stemmen. In 1967, toen het eruitzag dat de PLC een linksere koers ging varen, keerde het grootste deel van de MRL naar de PLC terug (onder wie López Michelsen, die in 1968 minister van Buitenlandse Zaken werd onder president Carlos Llera Restrepo). In 1968 werd het restant van de MRL opgeheven.
In 1974 werd López Michelsen president van Colombia en kwam er een einde aan het Nationaal Front.